# Fairbanks International Airport

i7
i11
i13
Der Fairbanks International Airport (IATA-Code: FAI, ICAO-Code: PAFA) ist ein ziviler Verkehrsflughafen ca. fünf Kilometer südwestlich von Fairbanks, der zweitgrößten Stadt im amerikanischen Bundesstaat Alaska.
Der 1951 fertiggestellte Flughafen verfügt über ein Abfertigungsgebäude mit sieben Flugsteigen im Südosten des Areals.
Seit Oktober 2003 bestehen konkrete Pläne zum Ausbau und zur Modernisierung des Terminals, hierbei soll unter anderem ein neues Gebäudeteil südlich des Abfertigungsgebäudes erbaut werden und ein veralteter Teil zurückgebaut werden. Die Bauarbeiten sollten laut Website im Sommer 2009 beendet sein. Die einzige größere Fluggesellschaft mit Passagierbetrieb, die ganzjährig hier nach Plan verkehrt, ist Alaska Airlines. Der Flughafen ist die Basis von 569 Luftfahrzeugen.

## Besonderheiten
Eine Besonderheit ist eine künstliche Wasserfläche, die für Starts und Landungen von Wasserflugzeugen eingerichtet ist.

## Zwischenfälle
- Am 30. Dezember 1951 verunglückte eine Curtiss C-46F-1-CU der US-amerikanischen Transocean Air Lines (Luftfahrzeugkennzeichen N68963) in der Nähe des Flughafens Fairbanks. Zuvor hatten die Piloten mitgeteilt, dass der Radiokompass (ADF) ausgefallen sei. Das Frachtflugzeug wurde erst vier Tage nach dem Unfall gefunden. Die vier Insassen kamen ums Leben (siehe auch Transocean-Air-Lines-Flug 501).[6]

- Am 16. Februar 1975 verloren an einer Douglas DC-6BF der US-amerikanischen Pacific Alaska Airlines (N77DG) kurz nach dem Start von der Startbahn 10 am Flughafen Fairbanks drei Triebwerke die Leistung. Beim Versuch der Rückkehr stürzte die Maschine 2 Kilometer nördlich der Landebahn 19 ab. Offensichtlich war das Flugbenzin verunreinigt gewesen. Alle 3 Besatzungsmitglieder, die einzigen Insassen auf dem Frachtflug, kamen ums Leben.[7]

- Am 29. Oktober 2002 brach an einer Curtiss C-46 Commando der US-amerikanischen Tatonduk Outfitters (N54514) beim Zurückrollen nach der Landung auf dem Flughafen Fairbanks das rechte Hauptfahrwerk langsam zusammen. Dabei wurde die rechte Tragfläche beschädigt. Das Flugzeug wurde möglicherweise irreparabel beschädigt. Alle drei Besatzungsmitglieder, die einzigen Insassen auf dem Testflug, überlebten den Unfall.[8]

- Am 2. Juli 2013 brach an einer Curtiss C-46F Commando der US-amerikanischen Everts Air Fuel (N1837M) nach der Landung auf dem Flughafen Fairbanks das rechte Hauptfahrwerk zusammen. Ursache war ein Ermüdungsbruch. Beide Piloten, die einzigen Insassen auf dem Testflug, überlebten den Unfall. Das Flugzeug wurde beschädigt, eventuell irreparabel.[9]

- Am 23. April 2024 brach an einer Douglas DC-4/C-54D-DC Skymaster der Alaska Air Fuel (N3054V) im Triebwerk Nr. 1 (links außen) etwa drei Minuten nach dem Start vom Flughafen Fairbanks ein Brand aus. Sekunden nach dem Auftreten der ersten Flammen war eine helle weiße Explosion hinter dem Motor Nr. 1 zu sehen. Das Flugzeug geriet daraufhin in eine unkontrolliert werdende, absteigende Linkskurve ins Gelände und schlug nahe dem Tanana River außerhalb von Fairbanks auf. Die beiden Piloten, die einzigen Insassen auf dem Frachtflug, kamen ums Leben. Als Ursachen wurde ein Leistungsverlust des Triebwerks Nr. 1 sowie der fehlerhafte Einbau einer Mutter im Propellerverstellsystem festgestellt, durch den Motoröl auf die Auspuffanlage gespritzt wurde, als der Propeller nach dem Verlust der Triebwerksleistung verstellt wurde. Außerdem trug ein nicht ordnungsgemäß repariertes Kraftstoffleck zum Unfall bei, das zu einer Explosion führte, durch welche die Querruderrolle abgetrennt wurde, was zu einem Verlust der Kontrolle über das Flugzeug und dem anschließenden Aufprall auf das Gelände führte. Mit dem Stand vom Juni 2025 war dies der letzte Totalverlust einer DC-4 seit dem Erstflug am 14. Februar 1942.[10]